# 1996년 하계 올림픽 오스트리아 선수단
1996년 하계 올림픽 오스트리아 선수단은 미국 애틀랜타에서 개최된 1996년 하계 올림픽에 참가한 올림픽 오스트리아 선수단이다.

## 육상

### 남자
트랙 / 도로 경기
| 선수 | 세부 종목 | 1차 예선 | 1차 예선 | 2차 예선 | 2차 예선 | 준결선 | 준결선 | 결선 | 결선      |
| 선수 | 세부 종목 | 기록     | 순위     | 기록     | 순위     | 기록   | 순위   | 기록 | 최종 순위 |

필드 경기
| 선수 | 세부 종목 | 예선 | 예선 | 결선 | 결선      |
| 선수 | 세부 종목 | 기록 | 순위 | 기록 | 최종 순위 |

### 여자
트랙 / 도로 경기
| 선수            | 세부 종목 | 1차 예선 | 1차 예선 | 2차 예선 | 2차 예선 | 준결선 | 준결선 | 결선    | 결선      |
| 선수            | 세부 종목 | 기록     | 순위     | 기록     | 순위     | 기록   | 순위   | 기록    | 최종 순위 |
| 테레시아 키에슬 | 1500m     | 4:09.24  | 1 Q      | 4:09.44  | 1 Q      | 빈칸   | 빈칸   | 4:03.02 | 3         |

필드 경기
| 선수              | 세부 종목 | 예선 | 예선 | 결선      | 결선      |
| 선수              | 세부 종목 | 기록 | 순위 | 기록      | 최종 순위 |
| 류드밀라 니노바   | 멀리뛰기  | NM   | NM   | 진출 실패 | 진출 실패 |
| 시그리드 키르히만 | 높이뛰기  | 불참 | 불참 | 불참      | 불참      |

## 참고 자료
- (영어) “Austria at the 1996 Atlanta Summer Games”. SR/Olympic Sports. 2009년 5월 23일에 원본 문서에서 보존된 문서. 2011년 10월 14일에 확인함.